# Buțeni
Buțeni è un comune della Moldavia situato nel distretto di Hîncești di 3.512 abitanti al censimento del 2004